# チャリオット

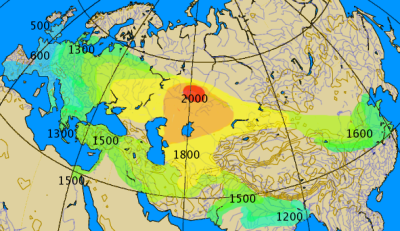
チャリオットの発祥地と伝播
紀元前2000年ごろシンタシュタ・ペトロフカ文化で発明され、急速にユーラシア大陸へ広まった。

チャリオット（Chariot）は、古代の戦争に用いられた戦闘用馬車である。一般に戦車と訳される。

## 概要

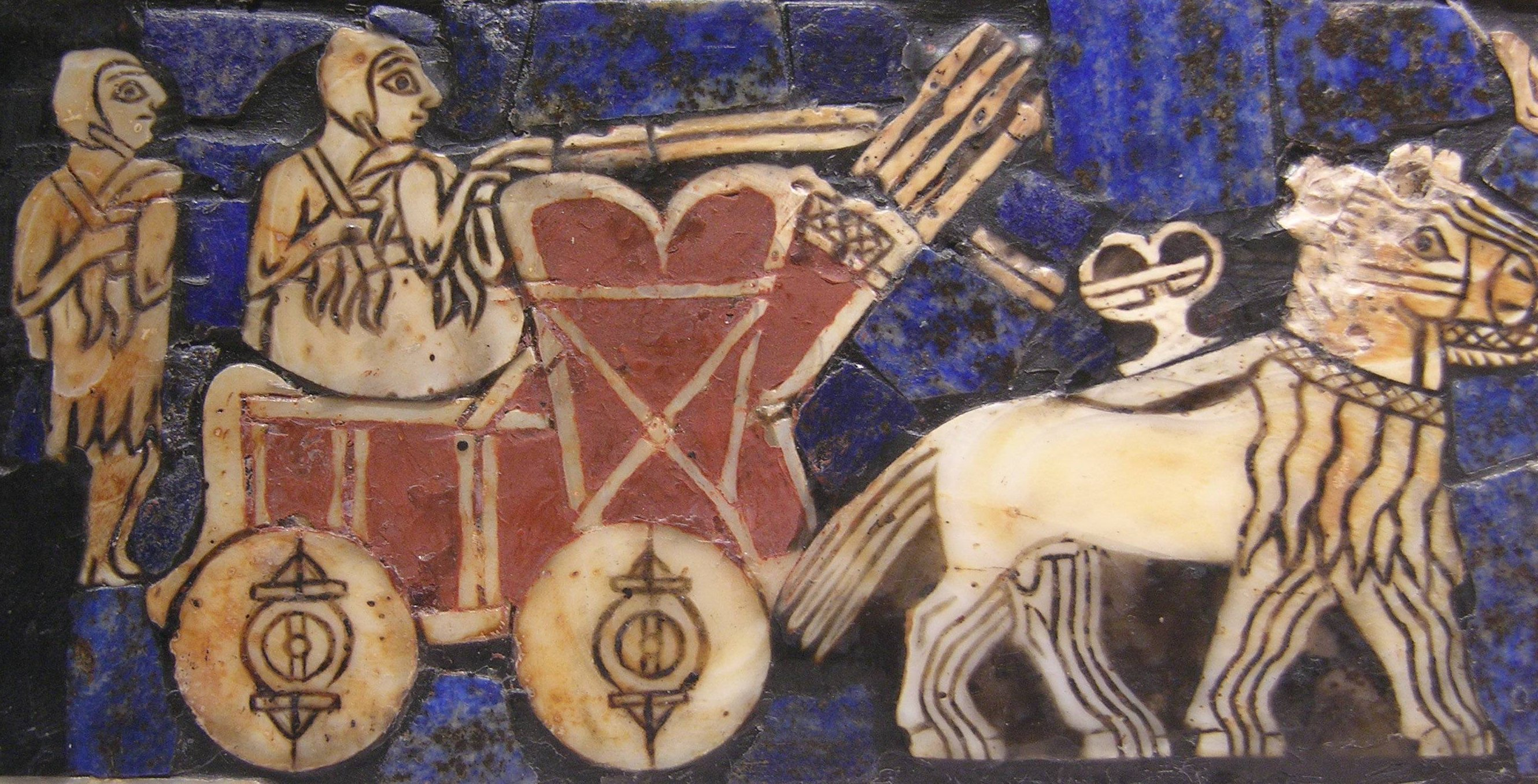
紀元前2500年ごろのウル王墓から出土したウルのスタンダードに描かれたギギル。

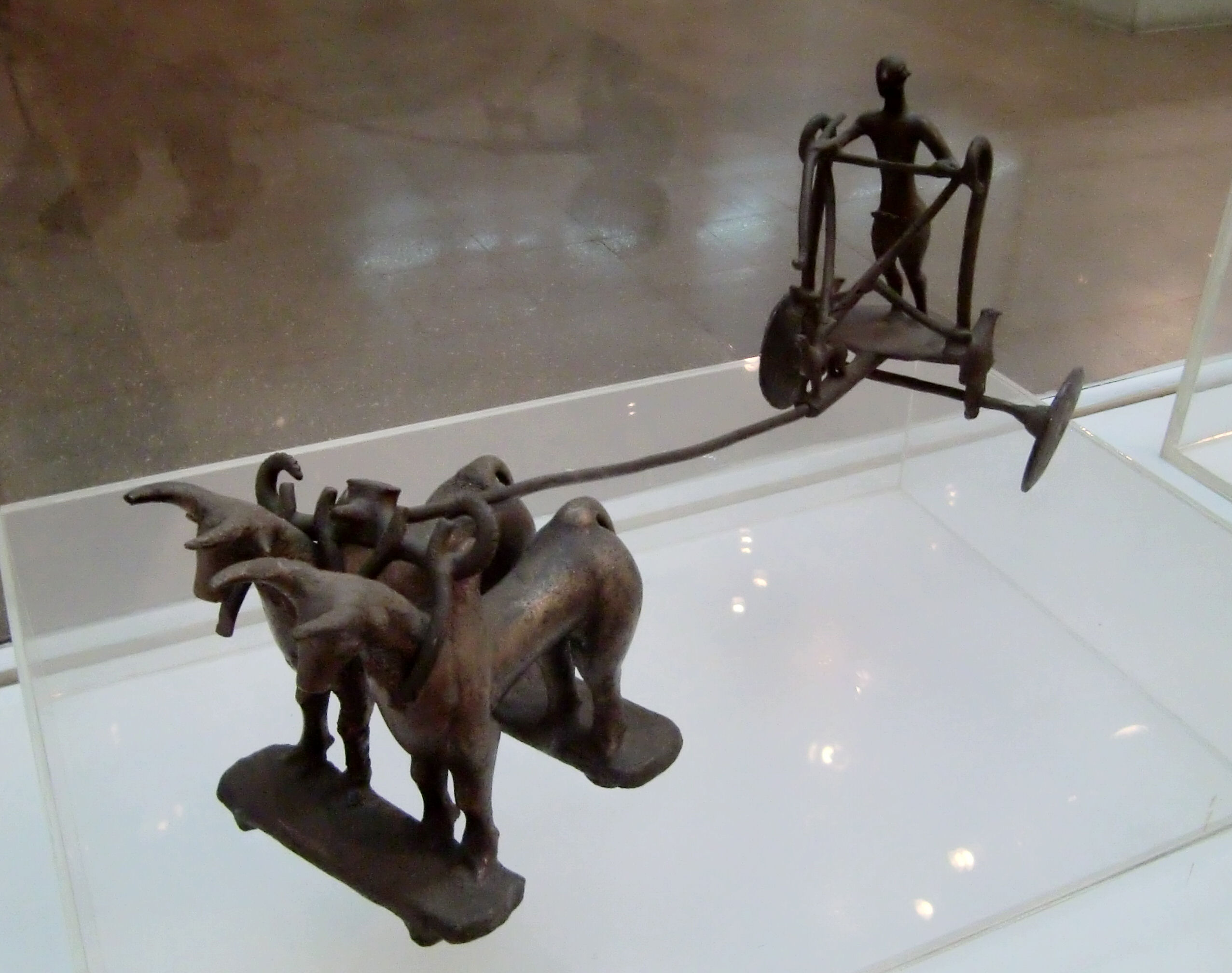
ブロンズ製のチャリオットと御者（インダス文明・紀元前2000年）

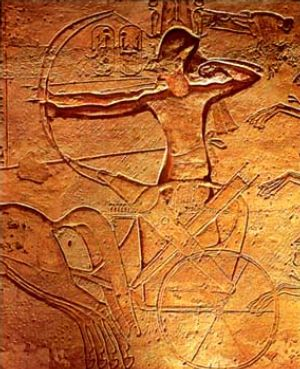
カデシュの戦いで戦車に乗るラムセス2世、アブ・シンベル神殿の壁画より

チャリオット（戦車）は古代オリエント世界ではシュメール、ヒッタイト、アッシリア、古代エジプト、ローマ、ペルシア、古代中国、古代インドなどで使用された。近東のものは二輪で馬を2頭から4頭立て、エジプトでは乗員2名、ヒッタイト・イスラエル・アッシリア・中国などでは3名、多くはサスペンションがなく、皮革や柳のような柔軟な材料で編んだ床に振動を吸収させていた。エジプトでは車軸はニレ、本体部分はギョリュウが使われていた。
特に4頭立ての二輪戦車のことを古代ギリシャではテトリッポン(τέθριππον,téthrippon)、古代ローマではクワドリガ（Quadriga）と呼んだ。
古代戦の主力であり、昔は戦車の数をもって戦力とした時代もあった。旧約聖書の列王記や史記などには大規模な戦車戦の記述がある。地形の制約を受けやすく、また戦力維持に要するコストが非常に高くつくため、鞍や鐙などの馬具の開発、遊牧民の軽騎兵による騎馬戦術の開発や定住文化圏への伝播、また品種改良による馬の大型化とそれによる重騎兵の登場などの影響を受けて騎兵に取って代られた。どの地域でも戦車に乗って戦った兵士の多くは貴族やその子弟などで、御者（馭者、操縦士）を担当する者はその部下や奴隷が主だった。
御者は戦力にならないため、射撃戦に対応する弓兵や白兵戦に対応する槍などのポールウェポンなどで武装した者を乗車させる必要がある。また車輪自体に動力は無いため、旋回は各馬の調教に熟練した御者の手綱さばき頼みで、今で言うところのドリフト走行のように車輪を滑らせて旋回する必要があり、戦車はこのような横方向からの荷重に対して構造上非常に脆い。機動性から見ても、戦力構成から見ても騎兵に比べて大きく劣る。とは言うものの、そもそも馬が小型で背も弱く騎乗に適さないために騎兵が存在しなかった時代においては、戦車の機動性は他に代えるものがなかった。高速で移動しながらでも弓矢による射撃を行えることや、加速をつけたポールウェポンによる破壊力は驚異的であった。騎兵が戦場で盛んに現れる時代になっても、馬上で扱うには大きすぎる長弓や弩砲で射撃を行ったり、戦車の前面や側面に槍や剣、鎌を取り付けて敵の重装歩兵の隊列に突撃し隊列を分断、混乱させるような運用もされた。

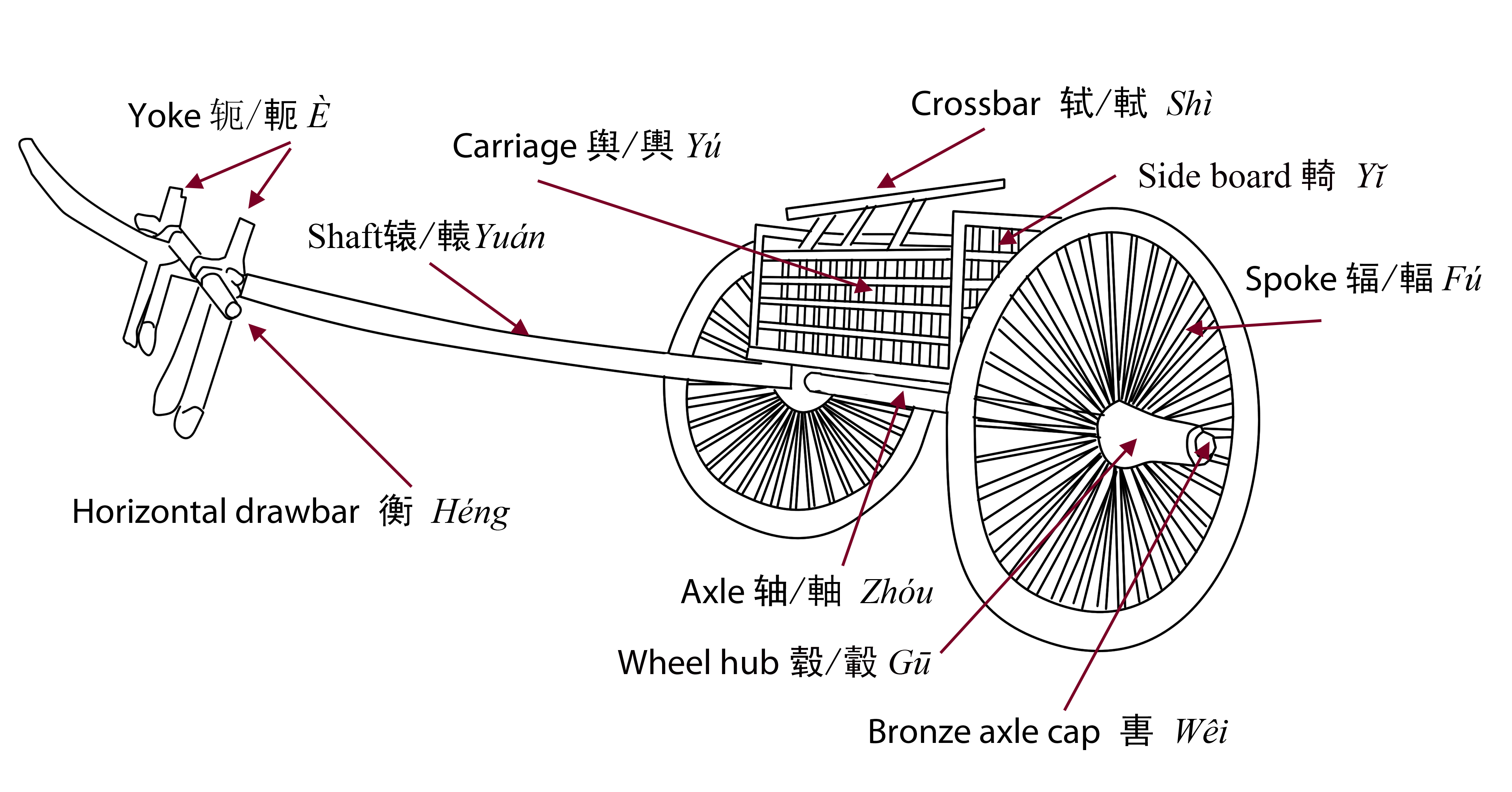
春秋時代の中国の戦車の図解

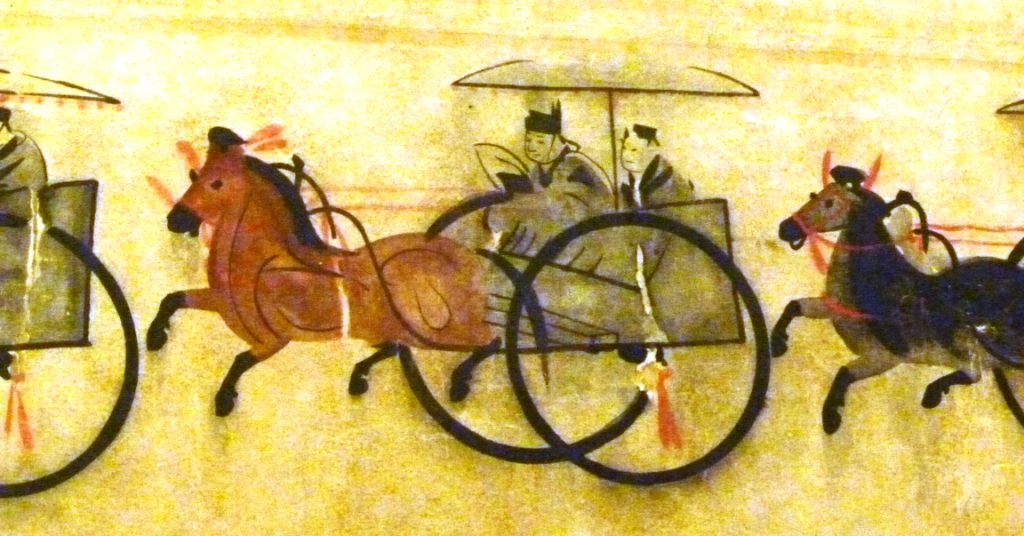
後漢（東漢）の戦車

西方世界では重装歩兵時代をはさみ、いつ騎兵と入れ替わったかは定かではない。古代ギリシアでも末期になると、既に過去に戦車を実戦に用いた事が忘れられてしまい、叙事詩や物語作品では、英雄を戦場に運ぶ乗り物として描写された。古代ローマでは戦車を用いた記録が無い。ガイウス・ユリウス・カエサルはガリア戦記に、紀元前1世紀のブリテン島での戦車の特異な用法を記している。ただし戦場の兵器以外の使途として、古代ローマでは戦車競走が行われるようになり、首都・ローマをはじめとする帝国の各地に競馬場が作られた。その中でも東ローマ帝国の首都・コンスタンティノポリスでは12世紀まで戦車競走が行われていた。現在行われている繋駕速歩競走は、この戦車競走のスタイルを引き継いだものである。

## 中東
シュメールにおいて、もっとも初期の記録は紀元前2500年頃の物である。メスのアジアノロバとロバの混血のクンガ(𒀲𒋙𒀭,kunga)、もしくは牛が引いていた。

## 中国
中国では現在も「戦車」はチャリオットを指し、第一次世界大戦時に誕生した現代戦車はtankの音を漢字化した「坦克」と呼ぶ。
中国では春秋時代までは戦車が主流であったが、都市国家から領域国家の時代に移行する戦国時代ころより歩兵戦が主流となった。趙の武霊王は紀元前307年に胡服騎射を取り入れ、これ以降は騎兵の時代となる。しかしながらそれ以降の前漢代以降も防御力・輸送力の高さから戦車は用いられており、屋根のある戦車や屋根の上に建物が立てられた戦車も用いられている。戦車は歩兵の指揮官用の指揮車としても使われた。『司馬法』では、戦車は密集すると守りが固くなるとされている。また『孫子』には戦車の戦力維持に要する膨大なコストに対する警告が見受けられる。中国における戦車の運用方法に関しては「戈」の項目も参照されたい。
『李衛公問対』によれば、中国の周では1台の戦車に75人の兵が従い、楚では1台の戦車に150人の兵が従った。また曹操軍では攻車（戦闘用の戦車）1台に75人の兵が従い、守車（輸送用の戦車、輜重車）1台には炊事夫・警備兵など25人が従った。

## 古代以降の戦車
主にスピードで歩兵に優る機動兵器として運用されたチャリオットとは別の潮流として、馬車ないし荷車の人力を超える重量物搬送機材としての側面から、重防護かつ移動可能な装甲兵器としての利用例も見られる。時代は降るが、フス戦争においてフス派勢力が馬車に装甲を施して銃撃戦のベースとして装甲馬車（ウォーワゴン）を用いており、また幕末期の日本において徳川斉昭が銃撃戦に対応するための装甲した牛車状の戦車「安神車」を考案している。遡って戦国時代にも対鉄砲用の防護物である竹束は荷車に載せて押し出すこともあった。（ウォーワゴンも参照）これらの、主戦兵器が火器への交代期に出現した装甲兵器だが、急激に進歩する銃や大砲の威力向上には抗し得ず、将兵が防具を捨て去ったのと同様に短期間で廃れた。

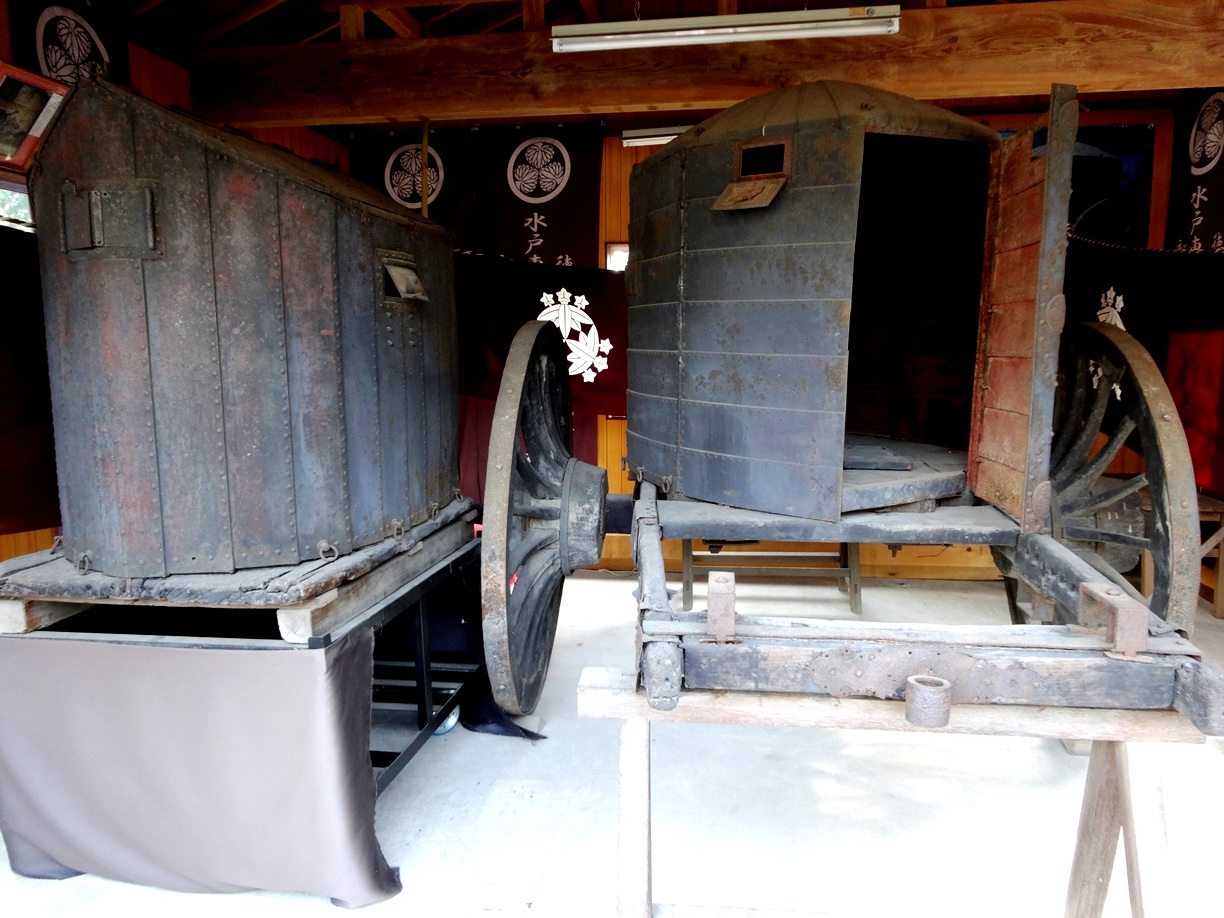
徳川斉昭が作らせた安神車（水戸東照宮所蔵）
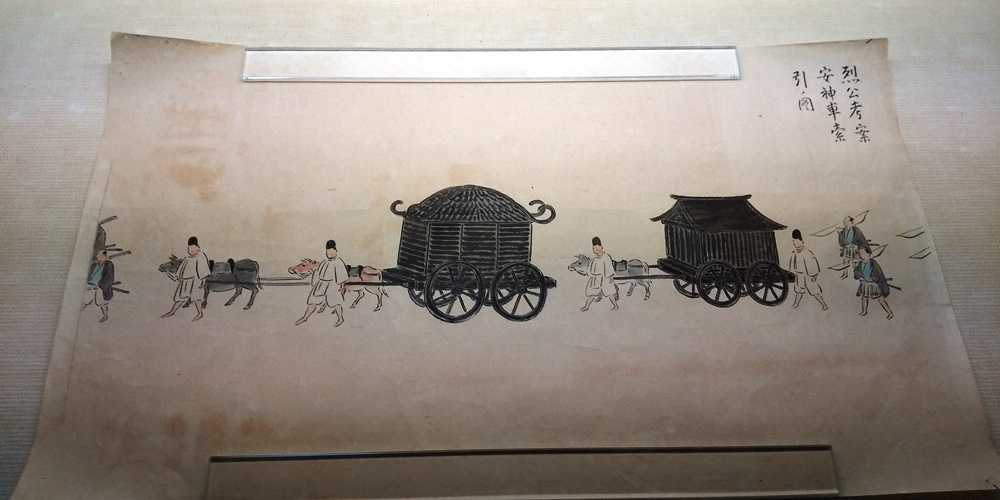
烈公考案安神車牽引ノ図（複製　弘道館所蔵）

## 出土例
- インダス文明の都市遺跡ハラッパーから出土した青銅製の戦車と運転手（紀元前2000年)
- 殷（商）の王墓である殷墟
- 秦の始皇帝の兵馬俑
- エトルリアの現在のモンテレオーネ・ディ・スポレートにて出土

## 戦車の登場するフィクション作品
- 『Fate/Zero』 - TVアニメFate/Zeroに登場するサーヴァント、征服王イスカンダルまたの名をライダーが、戦車に搭乗し、サーヴァント同士で、聖杯を争奪する聖杯戦争が見もの。
- 『ベン・ハー』 - 紀元後の競馬競技化した戦車レースが最大の見せ場。
- 『イントレランス』 - バビロンを奇襲するペルシャが使用。
- 『アレキサンダー』- ガウガメラの戦いにおいて、マケドニア軍のファランクスにペルシアのチャリオットが挑んだが、敗走する。今作最大のSFXを使用した見せ場である。
- 『ジョジョの奇妙な冒険』 - Part2『戦闘潮流』において、主人公のジョセフ・ジョースターと、「柱の男」の一人であるワムウが、戦車戦で戦う。

## その他
- ヘブライ語では「メルカバ」と呼ばれている。
- 映画『炎のランナー』の原題は「Chariots of Fire」
- 馬の代わりにオートバイでチャリオットを牽引する、モーターサイクル・チャリオット・レースという競技がある。
- この語を語源とする製品等の名称
  - イスラエルの国産主力戦車・メルカバ
  - FV4101 チャリオティア（Charioteer）チャリオットの馭者、の意
  - 三菱・シャリオ - 三菱自動車のミニバン